# Nondenticentrus angustimembranosus
Nondenticentrus angustimembranosus är en insektsart som beskrevs av Yuan och Xiaolong Cui. Nondenticentrus angustimembranosus ingår i släktet Nondenticentrus och familjen hornstritar. Inga underarter finns listade i Catalogue of Life.